# PLΛTINUM
PLATINUM（プラチナム）は、日本の女性歌手グループ。2人のボーカルと、1人のMCで構成される3人組ユニット。ドリーミュージック所属。

## メンバー
- YUCCO（Vocal、10月4日 - ）　
東京都巣鴨出身。血液型O型。身長163cm[1]。リーダーで、ほとんどの作詞作曲を手がけている。
6歳の頃から陸上が得意で、国立代々木競技場での大会で1位を獲得したこともある。映画批評家ぶることを趣味とする映画好き。MEROA(From PLATINUM)という名で楽曲提供活動を行っている。 作品[1]。
- SHIZ（Vocal、9月25日 - ）
東京都巣鴨出身（両親が鹿児島県出身[2]。血液型A型。メジャーデビューからしばらくは「INA」名義だったが、2014年より元の芸名に戻した[3]。
- WAKA（メロディーラップ、3月27日 - ）
東京都巣鴨出身。血液型A型。妹が1人いる[4]。

## 概要
- YUCCOとWAKAは幼稚園、SHIZとは小学校時代からの幼馴染[1]。2003年から本格的に音楽活動を開始。作詞・作曲から衣装、舞台演出も全てセルフプロデュースし、6枚目のシングル「愛罠」は、テレビ東京系ドラマ「嬢王3～Special Edition～」エンディングテーマに採用。
- 「やりたい音楽を、自分達らしく」 枠に縛られないジャンルレスミュージックスタイルで多彩な活動を行っている。[5]
- 2009年4月8日、シングル「DEDICATED TO YOU」でメジャーデビュー。音楽配信サイトレコチョク「クラブ・フル」でシングル全７曲が１位を獲得（ベスト10に3曲同時ランクインも果たす）。

## 獲得タイトル
| 曲名                                   | レコチョク | 有線ランキング                                             |
| -------------------------------------- | --- | ---------------------------------------------------------- |
| DEDICATED TO YOU                       | 「レコチョク クラブ・フル」デイリーランク初登場1位&4日連続1位 （3月18日 - 21日付） 「レコチョク クラブ・フル」ウィークリーランク初登場1位（3月18日 - 25日付） | J-POPお問合せランキング 2009年1月度から3月度ランクイン/4位 |
| Song 4 U                               | 「レコチョク クラブ・うた」デイリーランク初登場1位&8日連続1位 （4月29日 - 5月6日付） 「レコチョク クラブ・うた」ウィークリーランク初登場1位（4月29 - 5月5日付） |                                                            |
| Try again                              | 「レコチョク クラブ・フル」デイリーランク初登場1位&7日連続1位 （5月13日 - 19日付） 「レコチョク クラブ・フル」ウィークリーランク初登場1位（5月13日 - 5月19日） | J-POPお問合せランキング 2009年6月度ランクイン5位           |
| サダメラレタウンメイ 〜Predestine 19〜 | 「レコチョク クラブ・うた」デイリーランク初登場1位&7日連続1位 （6月24日 - 30日付） 「レコチョク クラブ・うた」ウィークリーランキング初登場1位（6月24日 - 30日付） 「レコチョク クラブ・フル」デイリーランク初登場1位&7日連続1位（7月15日 - 21日付） 「レコチョク クラブ・フル」ウィークリーランキング初登場1位（7月15日 - 7月21日付） | J-POPお問合せランキング 2009年7月度ランクイン4位           |
| LOVE                                   | 「レコチョク クラブ・うた」ウィークリーランキング初登場1位 | J-POPお問合せランキング 2009年10月度ランクイン4位          |
| Tears of rain                          | 「レコチョク クラブ・フル」デイリーランキング1位 5作連続となる全シングル初登場1位の快挙 | J-POPお問合せランキング 2010年3月度ランクイン7位           |
| 愛罠                                   | | J-POPお問合せランキング 2010年12月度ランクイン7位          |
| X Boyfriend                            | 「レコチョク クラブ・うた」デイリーランキング 1位 |                                                            |
| End of the story 〜悲しい結末〜        | | J-POPお問合せランキング 2014年10月度ランクイン/5位         |

## ディスコグラフィ

### シングル
1. DEDICATED TO YOU / What, wha-wha-wha（2009年4月8日）
  - 中京テレビ『フットンダ』4月エンディングテーマ
  - 全国27局ネット『Music B.B.』4月エンディングテーマ
  - FM山陰『GET UP!! WEEK-END!!』4月エンディングテーマ
2. Try again / Song 4 U（2009年6月10日）
3. サダメラレタウンメイ〜Predestine 19〜 / Mermaid（2009年8月5日）
4. LOVE（2009年10月14日）
  - TBS系テレビ『女神サーチ』10・11月度エンディングテーマ
5. Tears of rain（2010年4月21日）
  - テレビ東京『音風♪』2月度エンディングテーマ
6. 愛罠（2010年11月10日）
  - テレビ東京系列ドラマ『嬢王3~Special Edition~』エンディングテーマ

### アルバム
1. LOVE FIGHTER（2009年11月4日）

### 配信限定ミニアルバム
1. YOUR POWER（2012年12月19日）

## インタビュー
- SAPPORO MUSIC NAKED　インタビュー - ウェイバックマシン（2010年11月30日アーカイブ分）